# La Nage indienne
La Nage indienne je francouzský hraný film z roku 1993, který režíroval Xavier Durringer podle vlastního scénáře. Snímek měl premiéru ve Francii dne 22: prosince 1993.

## Děj
Loockeed, Max a Clara se vydávají žít svobodnější a přirozenější život na břehu jezera Annecy. Mezi malichernými intrikami a leností si tři přátelé užívají nový začátek, ale každodenní život není vždy tak zábavný, jak doufali.

## Obsazení
| Karin Viardová  | Clara       |
| Gérald Laroche  | Max         |
| Antoine Chappey | Loockeed    |
| Eric Savin      | Pilou       |
| Sheriff Scouri  | Petit-Louis |